# Gama (Bárcena de Cicero)

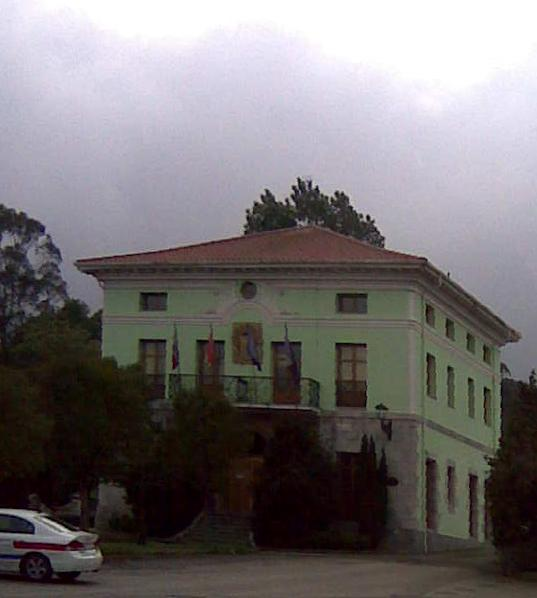
Ayuntamiento de Bárcena de Cicero, en Gama

Gama es la capital del municipio de Bárcena de Cicero (Cantabria, España). En el año 2008 contaba con una población de 613 habitantes (INE). Esta localidad está situada a 10 metros de altitud sobre el nivel del mar, y a 40 kilómetros de la capital cántabra, Santander.
El sector primario es la base de esta localidad teniendo en cuenta el gran número de ganaderías y la importancia de la agricultura, tanto para la alimentación de la población como para la de los animales.
- Datos: Q5875007
- Multimedia: Gama (Bárcena de Cicero) / Q5875007